# Hikangia tumosa
Hikangia tumosa är en insektsart som beskrevs av Nielson 1983. Hikangia tumosa ingår i släktet Hikangia och familjen dvärgstritar. Inga underarter finns listade i Catalogue of Life.